# Binnaway

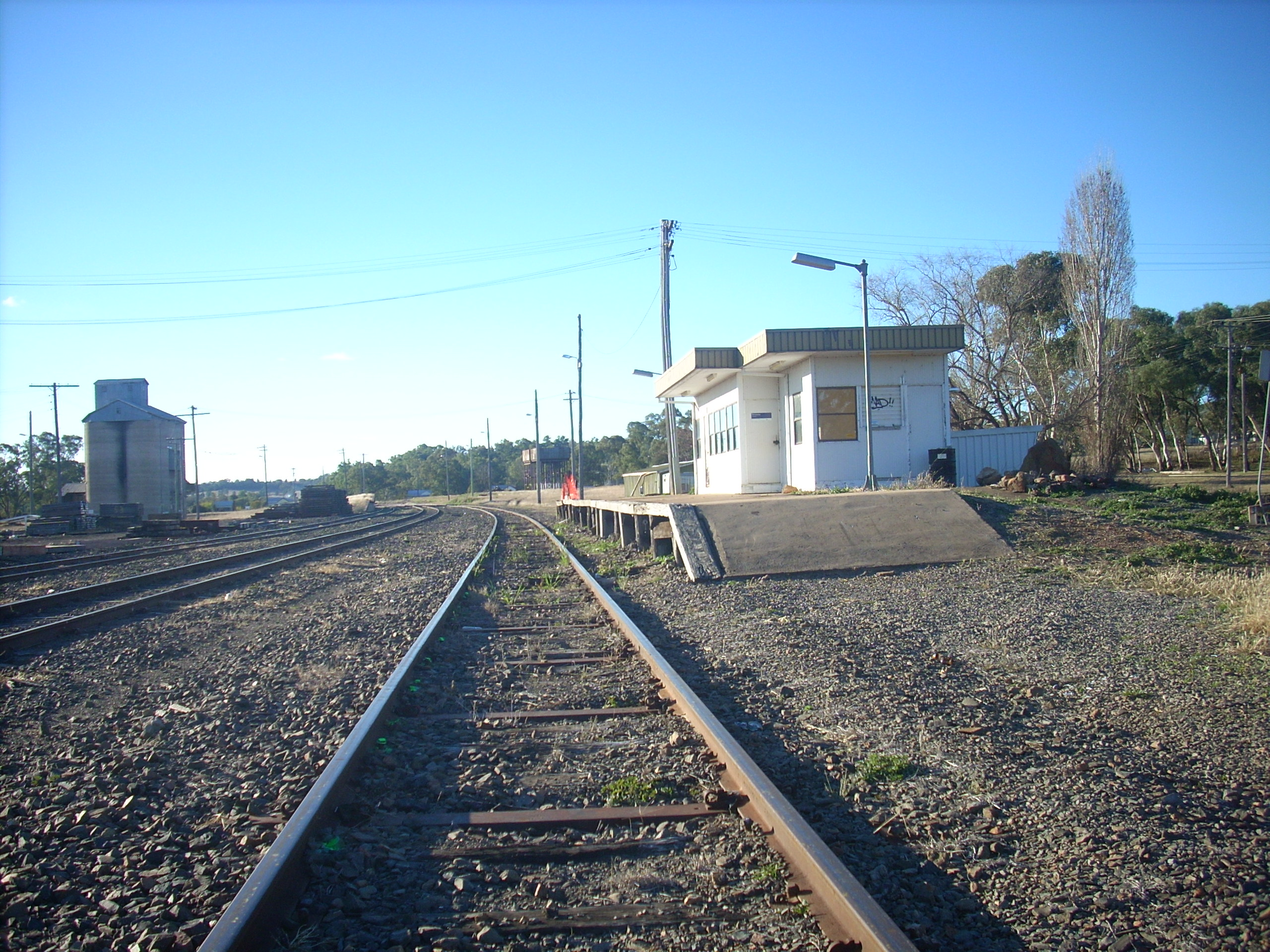
Stacja kolejowa w Binnaway

Binnaway – miasto w Australii, w stanie Nowa Południowa Walia.